# 道琳

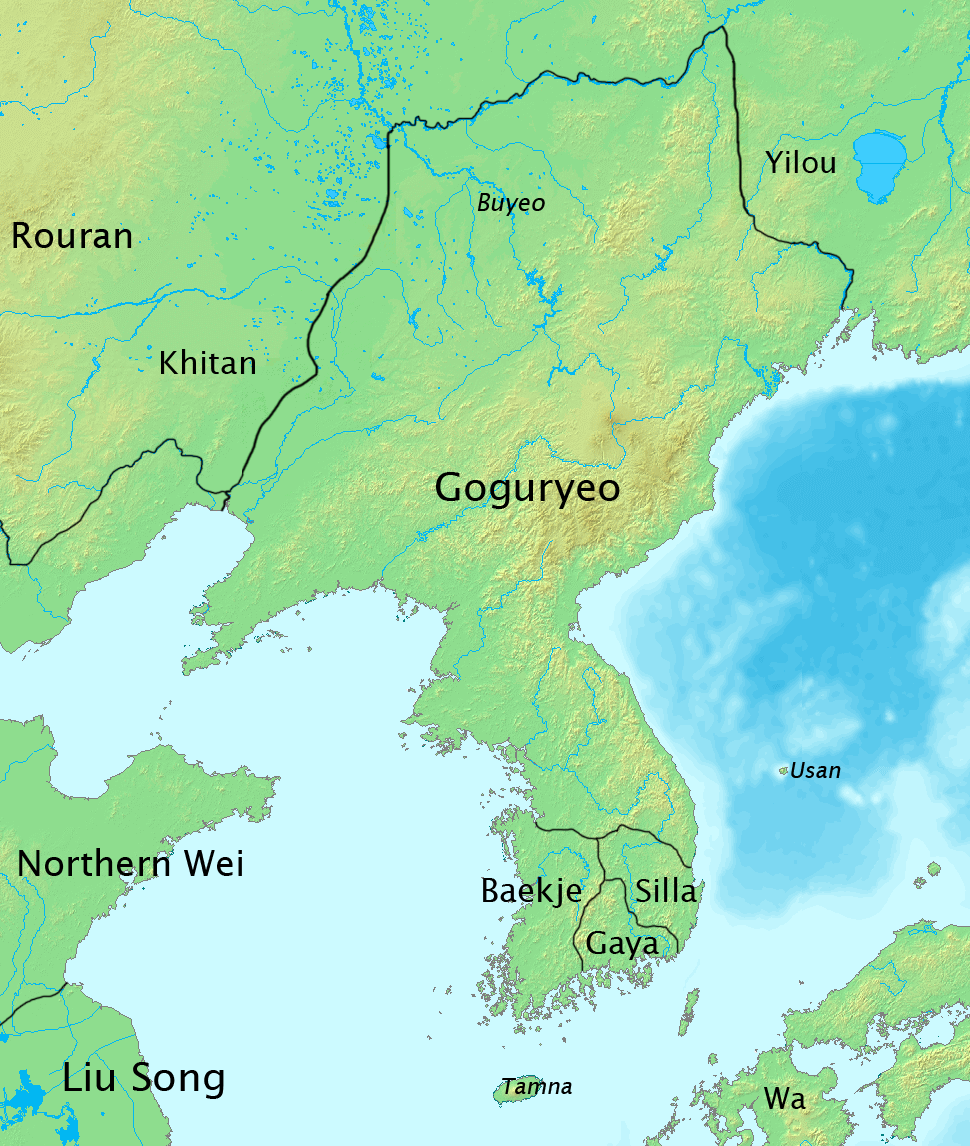
朝鮮三国時代

僧侶道琳（トリム）とは高句麗の密偵またはスパイである。
帝王の娘 スベクヒャンでは尼僧トリム（チャ・ファヨン）として登場している。

## 登場作品

### テレビドラマ
- 『帝王の娘 スベクヒャン』（2013年-2014年・MBC）演：チャ・ファヨン